# Orthoporoides laccatus
Orthoporoides laccatus är en mångfotingart som först beskrevs av Carl Graf Attems 1934.  Orthoporoides laccatus ingår i släktet Orthoporoides och familjen Spirostreptidae. Inga underarter finns listade i Catalogue of Life.